# Motýlí meče

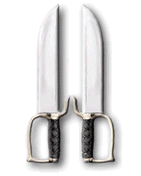
Motýlí meče

Motýlí meče (tradiční čínština: 蝴蝶雙刀; pinyin: húdié shuāng dāo) jsou krátké zbraně s jedním ostřím, původně z jižní Číny, které ale byly využívány i na severu.
Čepel motýlího meče je široká a dlouhá asi jako lidské předloktí, což umožňuje snadné uschování v rukávu či botě, a větší manévrovatelnost při krouživých pohybech během boje na krátkou vzdálenost. Motýlí meče jsou obvykle nošeny v párech. Pár je často nošen bok po boku v jedné pochvě, aby to vypadalo, že se jedná pouze o jednu zbraň.
Motýlí meče mají malou záštitu ochraňující ruku jejich nositele, podobně jako sai, která může být rovněž použita k blokování či zaháknutí protivníkovy zbraně. Rovněž může být použito obdobně jako boxer, pokud není třeba využít smrtící potenciál zbraně.
Tradičně je čepel broušena pouze do poloviny od prostředku k jeho špičce; toto může být viděno u všech historických exemplářů z dynastie Čching. Čepel od prostřed dolů je tupá, takže může být použita k úderům, jež nejsou smrticí, a ke krytí bez poškození ostří mečů. Motýlí meče byly většinou tvořeny specificky pro jednotlivé druhy bojových umění bez masové produkce, takže každý set mečů byl jiný, nicméně dnes mají čepel průměrně 29 cm dlouhou s rukojetí 15 cm.
Motýlí meče jsou občas překládány jako motýlí nože, což může vést k zaměně se skládacím motýlím nožem. Čínské slovo dāo bylo používáno pro jakoukoliv čepel, jejímž primárním účelem bylo sekání. V některých školách Kung Fu, jako třeba Wing Chun a Wing Tsun, jsou motýlí meče známé jako Baat Jaam Do.
Motýlí meče jsou užívány v několika čínských bojových uměních zejména Wing Chun, Lau Gar a Hung Gar. Ve Win Chun je to základní zbraň, protože lidé, jež cvičí Wing Chun, se učí, že při použití jakékoliv jiné zbraně mohou využít stejně jednoduché pohyby jako při držení motýlích mečů, a to protože považují boj s motýlími meči jako prosté rozšíření boje s prázdnýma rukama.
Motýlí meče bývají považovaný dle mnoho škol čínských bojových umění jako jedna z nejuniverzálnějších zbraní, jenž má výborně vyváženou možnost obrany tak i útoku.